# Uku Suviste
Uku Suviste (Võru, 1982. június 6. – ) észt énekes. Ő képviselte volna Észtországot a 2020-as Eurovíziós Dalfesztiválon, majd képviselte ténylegesen 2021-ben.

## Magánélete
Uku 1982. június 6-án született a Võru városában. Édesapja, Raivo Suviste, észt televíziós producer, édesanyja Heli Suviste-Polikarpus. Nagybácsikája, Väino Puura, és felesége, Sirje Puura, híres észt opera énekesek.
1997-ben végzett a Tallinni Zeneiskola zongora szakán. 2005-ben informatikai adminisztrátorként dolgozott és a Georg Ots Zeneikolában tanult Tallinnban.

## Zenei karrierje
2005-ben a Kaks Takti Ette észt énekversenyen vett részt, ahol 3. helyen végzett. A versenyt követően lehetősége nyílt Elmar Liitmaa zenei stúdiójában zenei producerként dolgozni. A stúdióban végzett munka és számos ismert észt művész dalainak gyártása során értékes tapasztalatokra tett szert, és lehetősége volt rengeteg saját dal felvételére. Ugyanebben az évben adta ki első dalát "It's Christmas Time" címmel.

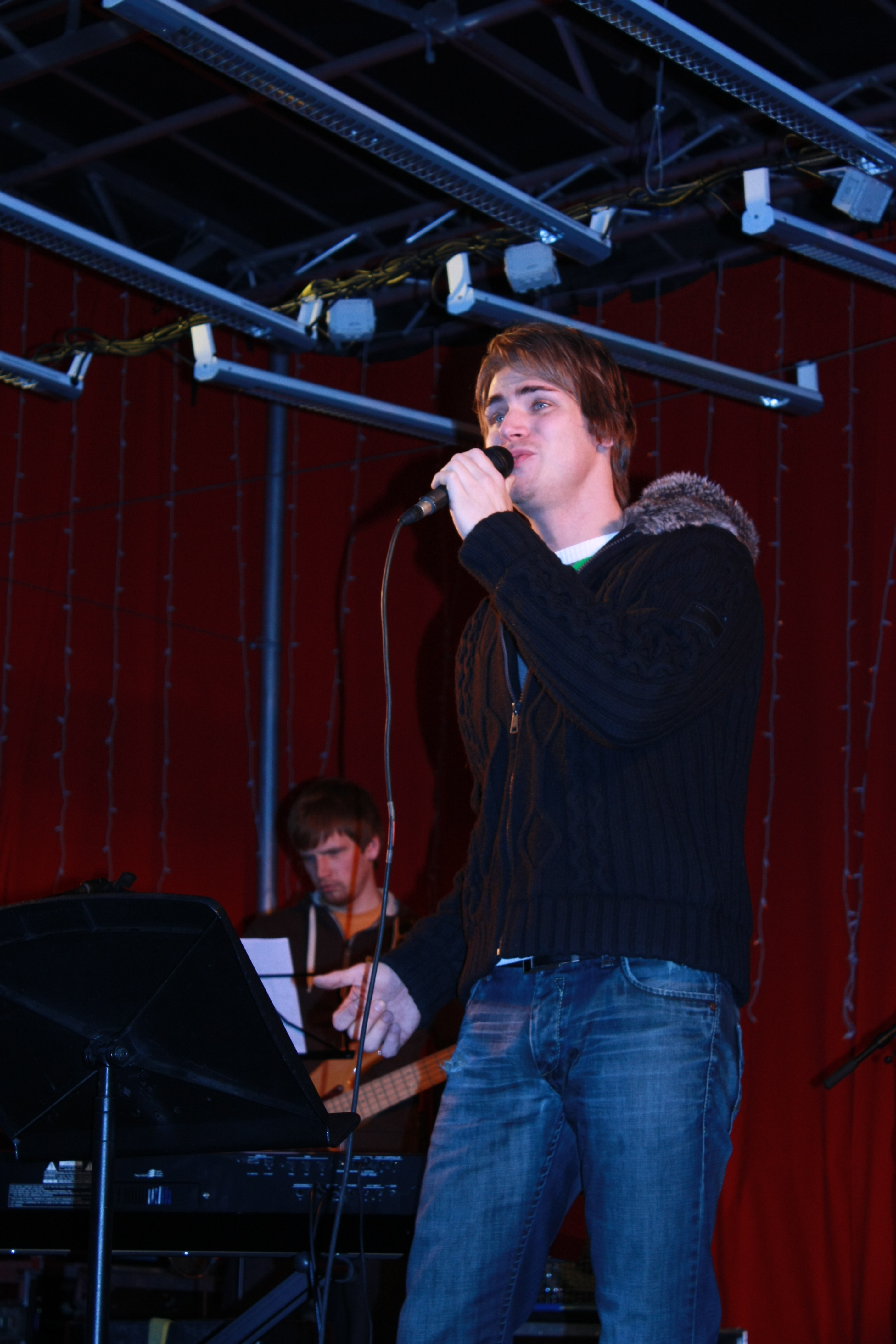
Uku Suviste 2008-ban.

2006-ban a Lament nevű disco zenekar tagja volt. Ő volt a második énekese a zenekarnak, és billentyűn is játszott.
2010-ben részt vett az orosz New Wave zenei fesztiválon, ahol végül bronzérmes lett. A fesztiválnak körülbelül 1200 résztvevője volt és összesen 31 országban közvetítették.
2014-ben szerepelt a Sztárban Sztár észt változatában, ahol többek között Beyoncé, Ray Charles, Robbie Williams, Juri Nikulin, a Prince vagy Bruno Mars bőrébe bújt. A műsorban összesítésben 5. helyen végzett.
2018-ban jelentkezett a The Voice orosz változatába, ahol Ani Lorak csapatába került. A műsorban végül az elődöntőig jutott, ahonnan kiesett.
2019 Májusban tagja volt az Eurovíziós Dalfesztivál észt szakmai zsűrijének.
Uku többször is részt vett az észt eurovíziós nemzeti döntőn, az Eesti Laul zenei versenyen. Először 2017-ben a "Supernatural" dallal versenyzett, de az első elődöntőben kiesett. 2019-ben visszatért a "Pretty Little Liar" című dallal, amellyel a döntőben második helyezést ért el. 2020-ban "What Love Is" című dalával megnyerte a versenyt, így ő képviselhette volna Észtországot az Eurovíziós Dalfesztiválon. A dalt az előzetes sorsolás alapján először a május 16-i második elődöntő első felében adta volna elő, azonban március 18-án az Európai Műsorsugárzók Uniója bejelentette, hogy 2020-ban nem tudják megrendezni a versenyt a COVID–19-koronavírus-világjárvány miatt. Az észt műsorsugárzó jóvoltából az énekes lehetőséget kapott az ország következő évi nemzeti döntőjében való szerepléshez egy új versenydallal. Új dalának címe a "The Lucky One" volt, amellyel ismét megnyerte a versenyt, így ténylegesen ő képviselheti 2021-ben hazáját Rotterdamban.

## Diszkográfia

### Kislemezek
- It's Christmas Time (2005)
- See on nii hea (2008)
- Sind otsides (2009)
- Saatanlik naine (2009)
- Show me the love (2010)
- Isju Tebja (2010)
- Jagatud öö (2011)
- Võitmatu (2012)
- Supernatural (2016)
- Pretty Little Liar (2019)
- What Love Is (2020)
- Müüdud ja Pakitud (2020)
- The Lucky One (2021)

### Közreműködések
- Love of my life (Grace Taylor, 2009)
- Midagi head (Violina, 2011)
- Valge Lumi (Angelica Agurbash, 2013)
- I wanna be the one (Kéa, 2014)
- Believe (Hawt Leopards, 2015)